# دوكنبدان
دوكنبدان (: دوگنبدان كوخرد) تعني ("قبتين")، أو  آرامگاه علمای کوخرد ، قباب أثرية تقع في ناحية كوخرد في مقاطعة بستك في غرب محافظة هرمزگان في جنوب إيران. مجموعة أضرحة المسمى بـ( دوكنبدان) القبتين يبلغ اتساعهما نحو 15 متراً، ومحيطهما الخارجي نحو 45 متراً، لتصبح واحدة من أكبر القباب في المنطقة.

## تاريخ الإنشاء
شيد القبتين الأستاذ الكبير والمعمار البارع، «الحاج محمد شریف کاظم المعمار» بين عامي 1145 و 1151 للهجرة النبوية الشريفة.

## الموقع
يقع الضريح (القبتين) في قرية كوخرد التي تتبع بلدة كوخرد، وتبعد عنها حوالي 1000 متر، وتقع القبتين في غرب ضيعة كوخرد، في جنوب غرب محافظة هرمزگان.
ويضم الضريح (القبتين) دوگنبدان كوخرد:
- قبر الشيخ عبد الرحمن الكبير .
- قبر القاضی حاج ملا اسماعیل.
- قبر الحاج ملا عبد الواحد.

وهم من الأئمة أهل السنة والجماعة في بلاد فارس.

## وصلات خارجية
- التقسيمات الادارية لمحافظة هرمزگان
- التقسيمات الادارية لمحافظة هرمزگان (بلده كوخرد)